# Xylota angustata
Xylota angustata är en tvåvingeart som beskrevs av Heikki Hippa 1978. Xylota angustata ingår i släktet vedblomflugor, och familjen blomflugor.
Artens utbredningsområde är Myanmar. Inga underarter finns listade i Catalogue of Life.